# فيا دي كروثيس
بلدية فيا دي كروثيس (بالإسبانية: Villa de Cruces) هي بلدية تقع في مقاطعة بونتيفيدرا التابعة لمنطقة غاليسيا شمال غرب إسبانيا.

## الديموغرافيا
يبلغ عدد سكان بلدية فيا دي كروثيس 6.325 نسمة عام 2011 (وفقاً للمعهد الوطني للإحصاء الإسباني).
| 7.624 | 7.219 | 7.004 | 6.720 | 6.550 | 6.475 | 6.325 |

## توأمة
لفيا دي كروثيس اتفاقيات توأمة مع:
- بورجو فال دي تارو